# Sean Rooks
Sean Lester Rooks, né le 9 septembre 1969 à New York (État de New York) et mort le 7 juin 2016 à Philadelphie (Pennsylvanie), est un joueur de basket-ball américain ayant évolué dans le championnat nord-américain professionnel de basket-ball, la National Basketball Association (NBA), de 1992 à 2012.

## Biographie
Sean Rooks évoluait au poste de pivot.
Après sa carrière de joueur, il est devenu entraineur adjoint dans plusieurs clubs américains.
Il a été entraineur adjoint des 76ers de Philadelphie en NBA.